# ソーラーフーズ
ソーラーフーズ社(Solar Foods Oy)は、電気を使って水素を製造し、それを二酸化炭素、水、ビタミン、ミネラルと合わせて、食用タンパク質として利用できる微生物バイオマスに供給して育てる技術のパイロットテストを行っているフィンランドのフードテックスタートアップ企業である。2017年設立。
ソーラーフーズは、食品製造のタンパク質原料として使用できるタンパク質パウダー「Solein」を製造するプロセスを開発しており、その技術をライセンス供与する予定である。本製品はマイルドな風味を持ち、他の食品に添加することも可能である。
自社で一貫して製造販売を行うより、B2Bビジネスで他社と積極的に協力することで早期の実用化を狙っている。
最初の商業規模のSolein生産工場「Factory 01」は教育機能を備えており一般の人を含めた訪問者がそのプロセスを見学し学べるようになっている。
2021年までに調達された資金は合計4200万ドルになる。
2023年前半に商業生産開始予定。

## 製品のアイデア
ソーラーフーズ社は、空気と電気を使ったタンパク質を開発している。 この生産方法は、フィンランドのVTT技術研究センターとLUT大学による研究に基づく。電気を使って、ほとんど空気から食品を生産するというアイデアは、1960年代に生まれたものである。
大気中の二酸化炭素（CO2）を抽出し、水、水素、栄養分、ビタミンと結合させて製造する。密閉された金属製容器のバイオリアクターで、水素酸化細菌を繁殖させることで電気を使ってタンパク質を生産する。特に水素の生産に電力が必要だが、提携するフォータム社の太陽エネルギーを利用している。
環境保護主義者のジョージ・モンビオは、この製品が食糧生産に革命的な影響を与える可能性があると主張している2019年にソーラーフーズは、食糧生産に農業が必要なくなり、農業から解放された土地は再森林化されて炭素吸収源に変換できるように、カーボンニュートラル食糧生産の開発を目指すと表明している。
同社によれば、これは農業による栄養汚染とそれに続く水供給問題も減らすことができる。
同社は、ソーラーフーズ方式の土地効率は、従来の農業の約2万倍になると主張している[16]。 2020年に、ニューサイエンティストのマイケル・ル・ページは、この主張を懐疑的に捉え、2万倍の改善は工場そのものにのみ適用されると指摘している。ソーラーパネルのための土地利用を考慮すると、土地効率は10倍程度しか改善されないと指摘した。ただし、ソーラーパネルはサハラ砂漠のような農業に適さない、ほとんど生物の居ない空間にも設置可能である。
ル・ペイジは、この技術が全体としてどれほど有益であるかという疑問はあるものの、「潜在的な利益は非常に大きいので、それを探るために巨額の資金を注ぎ込むべきだ」と述べている。

## Solein
ソーラーフーズ社の主力製品は微生物タンパク質であるSoleinである。Soleinはビーガンであり、完成品には約65％のタンパク質、20〜25％の炭水化物、5〜10％の脂肪が含まれる。 また、Soleinには、窒素、リン、カリウムなどの必須化学元素が少量含まれている。細胞培養による二酸化炭素の排出量は、食肉生産の100分の1、農作物生産の10分の1となる。
ソーラーフーズ社が生産するタンパク質は、英国の代用肉製造メーカークオン社の製品に使用されているものと類似している。Soleinは、大豆や乾燥藻類に似ている。非常にマイルドで無味に近いがわずかにうまみがあり、パンケーキのベースに加えると、少し卵のような味になるという。植物性のヨーグルトやスムージー、パンやパスタなど、さまざまな種類の食品に、あるいは植物性の肉の代用品の原料として使用できる可能性があるということである。ソーラーフーズ社は、Soleinを食用に供するため、欧州食品安全機関EFSAに新規食品としての認可を申請する意向である。また、このタンパク質は、動物用飼料にも使用できる。

## 競合他社
水素酸化細菌に目をつける競合他社はアメリカの Air Protein 、イギリスの Deep Branch がある。